# Ecomaster
Ecomaster este o companie de management al deșeurilor industriale din România.
A fost înființată în anul 2001 de grupul Rompetrol, ca urmare a nevoii companiei de a se conforma la cerințele legislației de mediu.
Ecomaster deține un serviciu de tratare a deșeurilor periculoase, unic pe piața din România.
Acesta permite tratarea gudroanelor acide și decontaminarea solurilor aferente, pentru aducerea lor la stadiul de deșeuri nepericuloase.
De asemenea, compania dispune și de capacități logistice pentru gestionarea tuturor tipurilor de deșeuri industriale.
Cifra de afaceri:
- 2008: 15 milioane euro[1]
- 2007: 10 milioane euro[1]